# نفرهوتپ دوم
نفرهوتپ دوم فرعونی در دودمان سیزدهم مصر باستان بود که در دوره دوم میانی فرمانروایی می‌کرد. دوران دقیق فرمانروایی او مشخص نیست.
بر پایه نوشته‌های پاپیروس تورین، او برای سه سال و یک ماه فرمانروایی کرد. دو عدد از تندیس‌های او در کارناک پیدا شده‌اند.